# Шагерль, Йозеф
Йозеф Шагерль (младший) (нем. Josef Schagerl junior; 25 августа 1923, Гаминг, Шайбс — 12 декабря 2022) — австрийский скульптор.

## Биография
Сын скульптора Йозефа Шагерля-старшего (1872—1953) и его жены Розы. После завершения обучения на плотника, в 1938—1941 годах работал в мастерской отца. В том же году он был призван на военную службу, на фронте попал в плен и вернулся в Австрию только в 1946 году. Затем он поступил в Венскую академию изящных искусств, которую окончил в 1952 году по специальности скульптура. С 1951 по 1964 год он работал над реставрацией исторических достопримечательностей в Вене: Глориетта Шёнбрунна, венский Хофбург и дворец Бельведер, среди известных оригинальных работ дизайн надгробия Густава Климта, выполненный в 1962 году. Как внештатный художник участвовал в ряде художественных проектов.
В начале 1950-х он разместил в разбомбленном городе современные «игровые скульптуры». В 1960-х годах создал проницаемые тела из скопления и сжатия клеточных структур. После этого им часто руководило увлечение материалами и их покрытием. Позже формы символов взяли верх.
С 1961 по 1980 год он был членом группы художников Der Kreis, а с 1972 по 1977 год — её президентом.
С 1964 по 1973 год он был членом Gruppe 64 NÖ, а до 1978 года — членом художественного центра Schloss Parz в Верхней Австрии.
В 1973 году он приобрел готическую часовню Святого Иоанна в Рафинге недалеко от Пулкау, которая была расширена до культурного центра.
С 1990 по 1996 год он был руководителем курса металлических профилей в монастыре Герас.
1991 Семинар в Маскате, Вади-эль-Кабир (Султанат Оман).
В 2013 году в Lower Austria Museum в Вене прошла персональная выставка Шагерля «Poesie der Geometrie»
Шагерл умер 12 декабря 2022 года в возрасте 99 лет.
Прекратив свою художественную деятельность несколько лет назад по состоянию здоровья, Шагерль написал свою автобиографию с обширным каталогом работ. Публикация была запланирована на август 2023 года, когда скульптору исполнилось бы 100 лет.

## Награды
- 1951 г. Премия за продвижение по службе от гранта Верховного комиссара Франции в Париже.
- Премия 1965 года Фонда Теодора Кёрнера
- 1966 Награда за продвижение от провинции Нижняя Австрия.
- Спонсорская награда 1967 года от города Вены.
- 1968 Диплом и серебряная медаль на варшавской биеннале Rzeźby w Metalu.
- 1972 1-й приз конкурса за художественный дизайн интерьера и священные предметы в приходской церкви Бёлерверк, Иббс, Нижняя Австрия.
- 1973 Премия города Вены в области изобразительного искусства в области скульптуры.
- 1976 г. — профессиональное звание профессора.
- Премия культуры 1979 года земли Нижняя Австрия
- 1984 г. Почетная медаль столицы федерации Вены в серебре.
- Золотая медаль Почета 2000 г. за заслуги перед провинцией Нижняя Австрия.

## Галерея

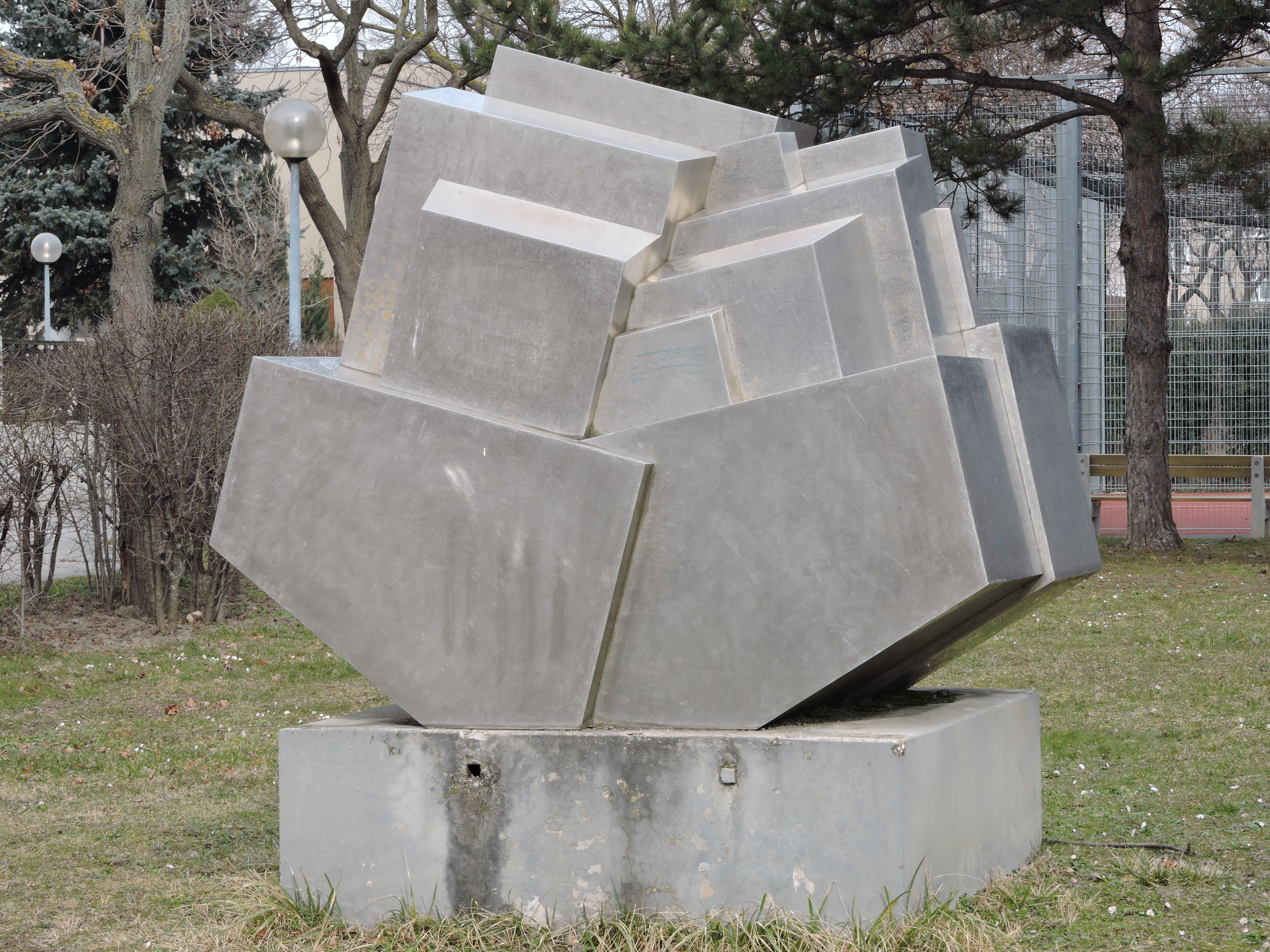
Konzentration II
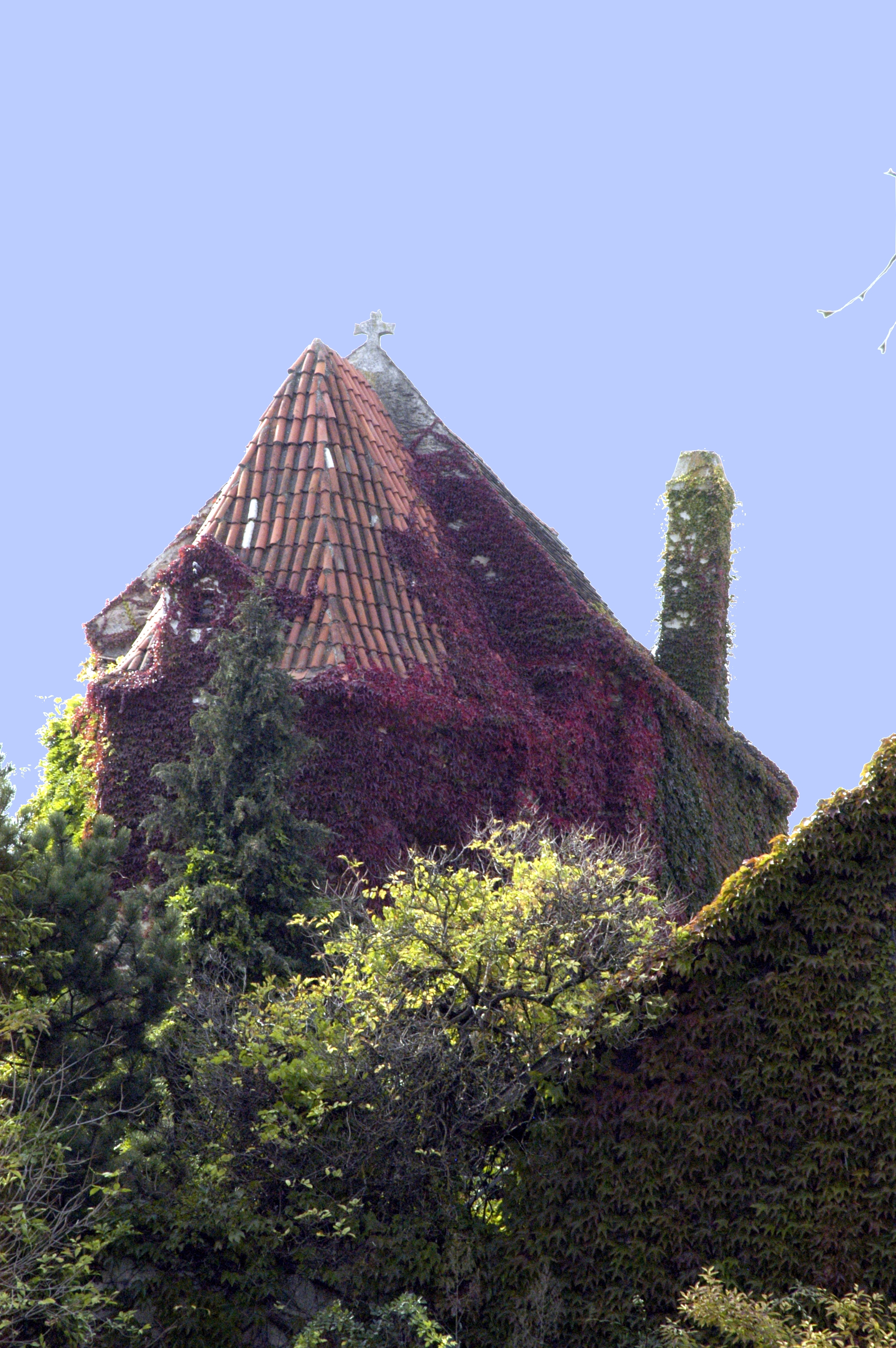
бывшая часовня Йоханнеса в Zwettlerhof в Рафинге, муниципалитет Пулкау
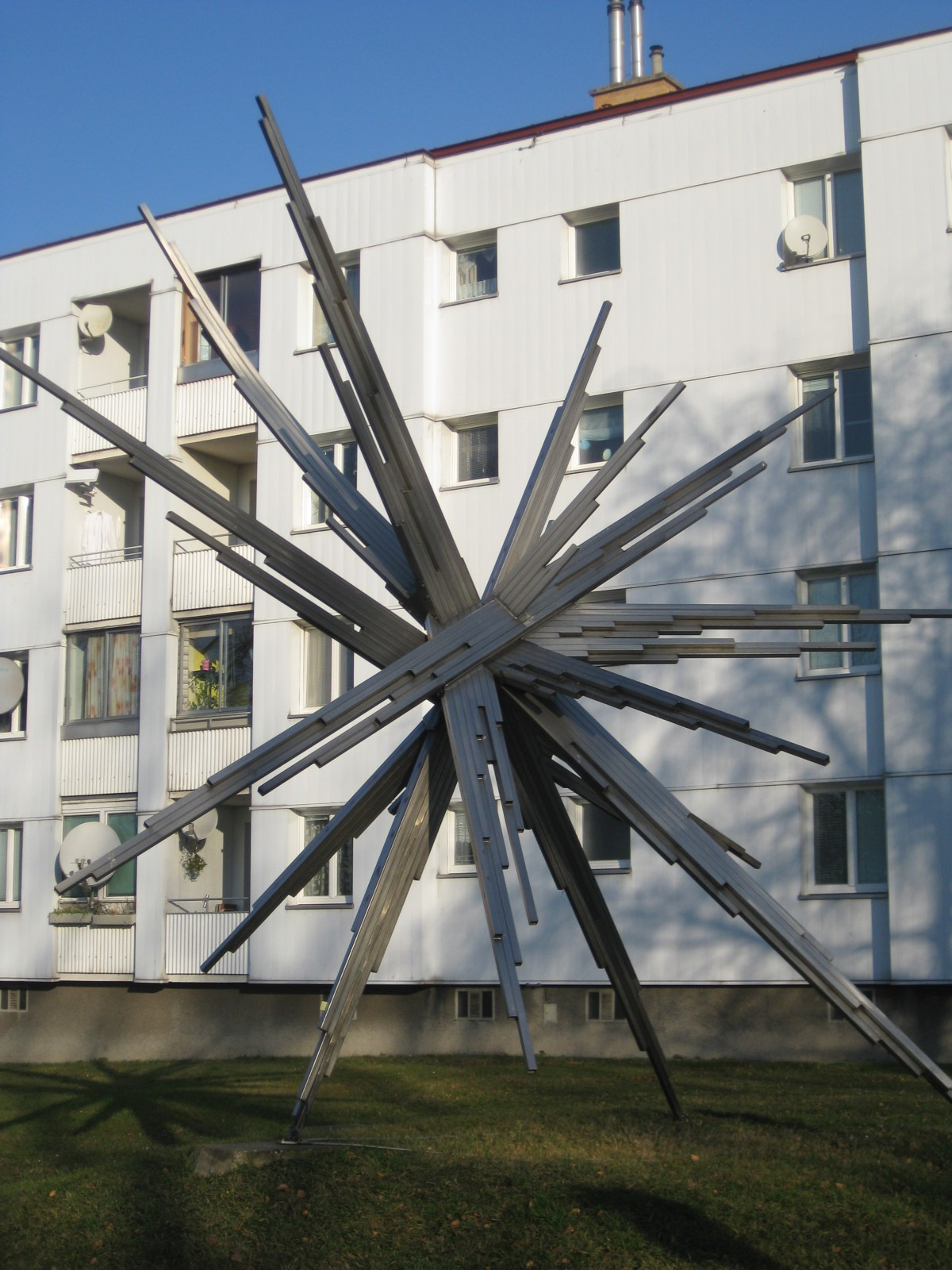
Космический нападающий ST 86 или солнце. 1971 г. Напротив Занашкагассе 26, Вена-Мейдлинг.
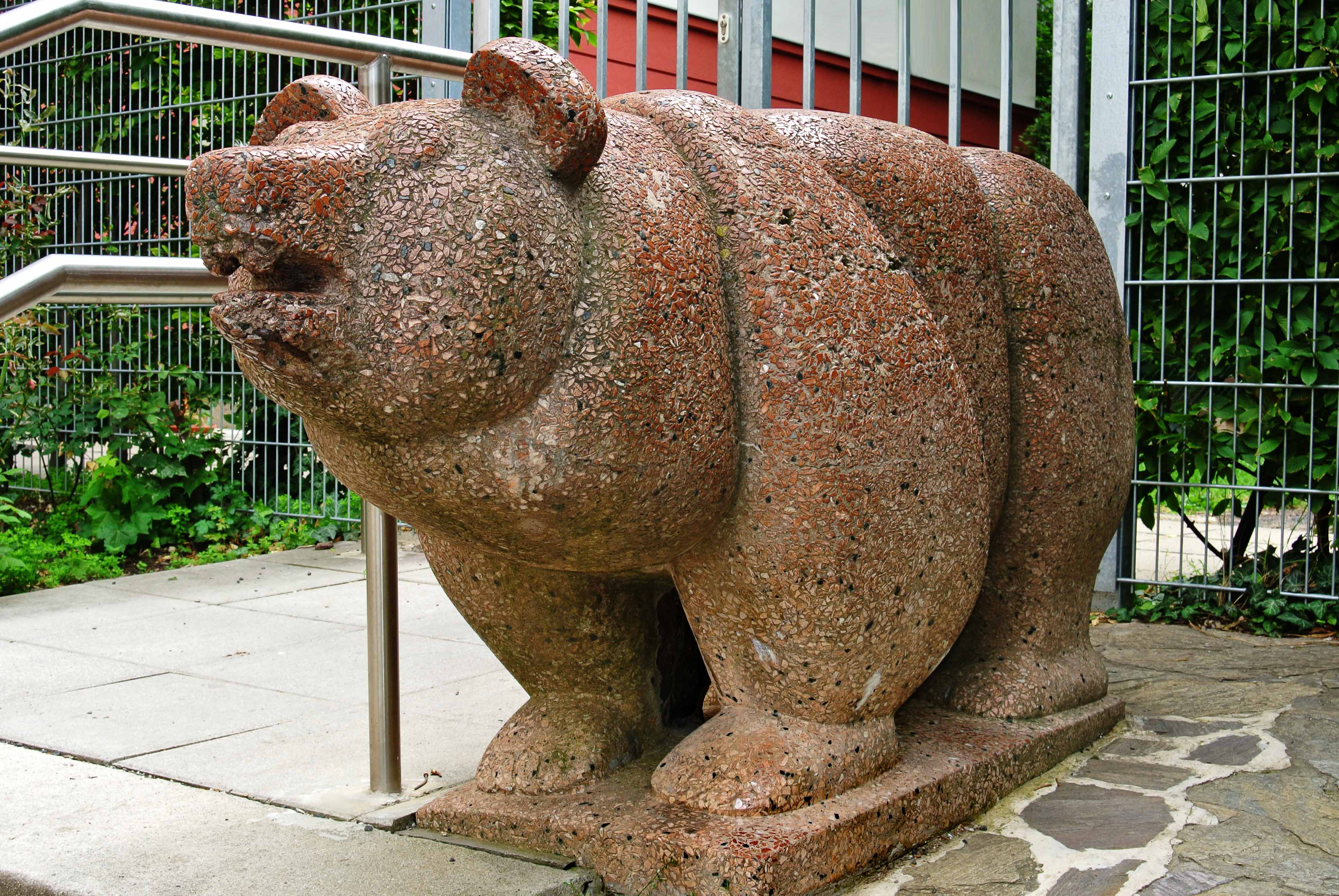
Медведь. Скульптура находится в Вене